# Woodside (Kitchener)
Pour les articles homonymes, voir Woodside.
Woodside, situé à Kitchener en Ontario, est le lieu de naissance et la maison d'enfance de l'ancien premier ministre canadien William Lyon Mackenzie King (1874-1950). 
Construite en 1853, la maison a été restaurée pour refléter l'état de la période Victorienne. Elle est implantée dans un domaine boisé et pittoresque.